# Парчинес
Парчинес (італ. Parcines) — муніципалітет в Італії, у регіоні Трентіно-Альто-Адідже, провінція Больцано.
Парчинес розташований на відстані близько 550 км на північ від Рима, 70 км на північ від Тренто, 30 км на північний захід від Больцано.
Населення — 3651 особа (2014).

## Демографія
Населення за роками:

Станом на 1 січня 2023 року в муніципалітеті офіційно проживало 248 іноземців з 37 країн, серед них 118 громадян країн Євросоюзу та 10 громадян України.

## Сусідні муніципалітети
- Лагундо
- Лана
- Марленго
- Мозо-ін-Пассірія
- Натурно
- Плаус
- Сеналес
- Тіроло